# リブルスデールステークス
リブルスデールステークス（Ribblesdale Stakes）は、イギリスのアスコット競馬場で行われる競馬の競走である。

## 概要
この競走は1919年に創設された。1892年から1895年までバックハウンド管理長官を務めた第4代リブルスデール男爵に因んで名付けられた。元々は牡牝を問わず3・4歳馬に解放されたマイル競走だった。
第二次世界大戦中は中止され、再び行われる際に距離が延長された。1950年に3歳牝馬限定戦に変更された。
オークスステークスに出走していた3歳馬が出走する場合があり、ここを前哨戦にアイリッシュオークスに出走する馬もいる。直近で両競走を優勝を優勝したのは2022年のマジカルラグーンである。
現在は5日間にわたって開催されるロイヤルアスコット開催の3日目に施行される。

## 歴代優勝馬(2000年以降)
- 2000	Miletrian
- 2001	Sahara Slew
- 2002	Irresistible Jewel
- 2003	Spanish Sun
- 2004	Punctilious
- 2005	Thakafaat
- 2006	Mont Etoile
- 2007	Silkwood
- 2008	Michita
- 2009	Flying Cloud
- 2010	Hibaayeb
- 2011	Banimpire
- 2012	Princess Highway
- 2013	Riposte
- 2014	Bracelet
- 2015	Curvy
- 2016	Even Song
- 2017	Coronet
- 2018	Magic Wand
- 2019	Star Catcher
- 2020	Frankly Darling
- 2021	Loving Dream
- 2022	Magical Lagoon
- 2023	Warm Heart
- 2024   Port Fairy
- 2025	Garden of Eden